# Tuxedomoon

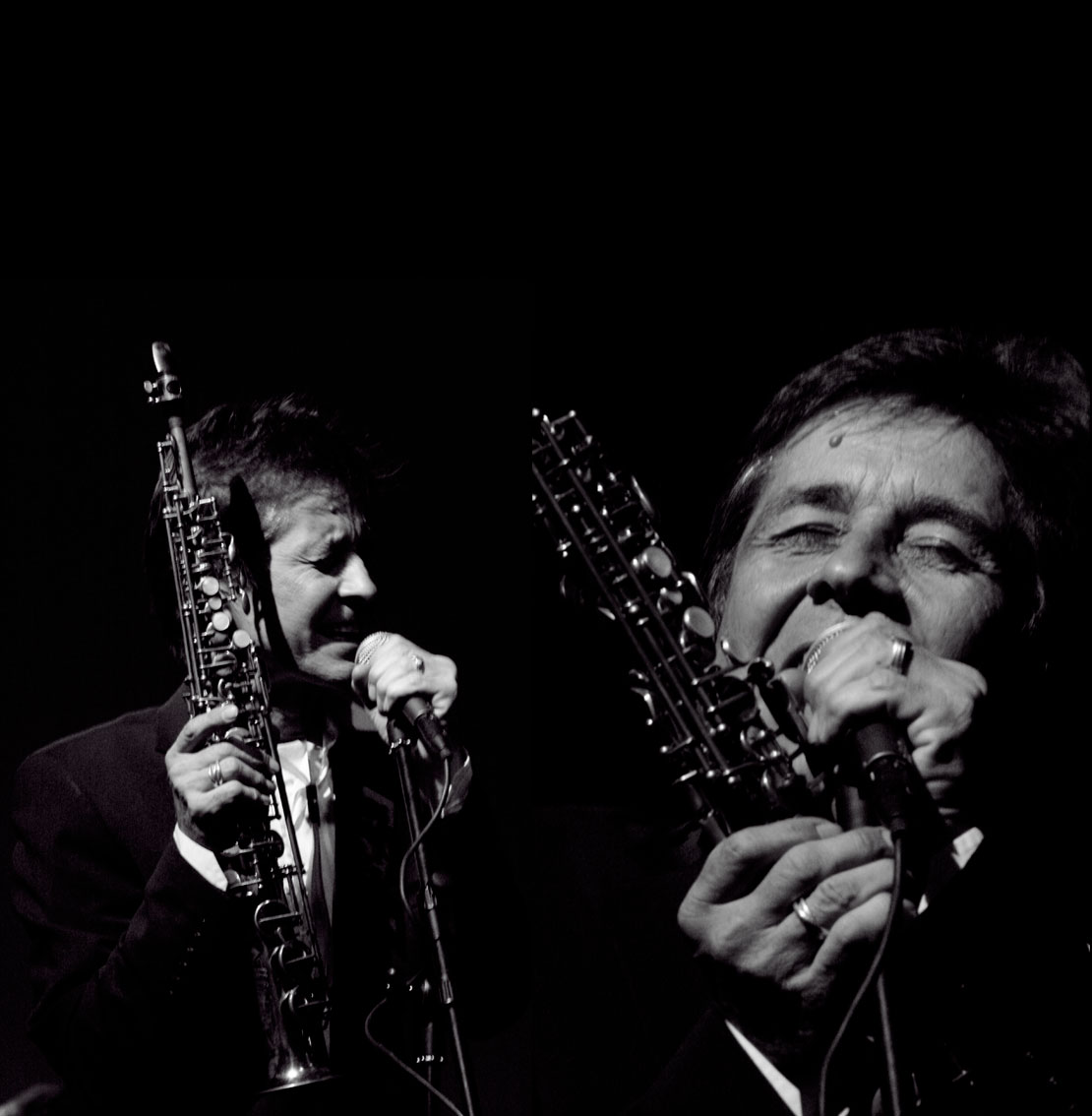
Steven Brown, oprichter van Tuxedomoon

Tuxedomoon is een experimentele rockgroep opgericht in San Francisco, met als huidige vaste leden Blaine L. Reininger (zang, viool en gitaar), Steven Brown (keyboards en saxofoon) en bassist Peter Principle.

## Geschiedenis
De groep werd opgericht in 1977 door Blaine L. Reininger en Steven Brown, destijds studenten elektronische muziek aan het San Francisco City College. Bassist Peter Principle, zanger Winston Tong en filmmaker Bruce Geduldig kwamen er snel bij.
Het nummer No Tears uit de gelijknamige ep uit 1978 werd een club-klassieker. De albums Half Mute en Desire zorgden voor een wereldwijde doorbraak in het alternatieve circuit.
In het begin van de jaren 80 verhuisde de groep naar Europa, omdat ze met hun experimenteel getinte new wave muziek meer aansloten bij de Europese muziekscene. Brussel was hun belangrijkste uitvalsbasis. In die tijd maakten ze muziek die heel moeilijk in een bepaald genre kon gestopt worden. Er waren invloeden uit postpunk, elektronische muziek, klassieke muziek, jazz, zigeunermuziek en pop. In 1983 trad trompettist Luc Van Lieshout tot de groep toe, nadat Reininger de groep had verlaten.
In 1985 had Tuxedomoon haar grootste commerciële succes met de internationale uitgifte van het album Holy Wars.
Vanaf 1988 was de band inactief, en de bandleden hielden zich bezig met hun respectievelijke solo-projecten.
In 2004 kwam de groep terug samen (inclusief Blaine L. Reininger) in San Francisco en bracht een nieuw studioalbum uit, Cabin in the Sky. In 2006 volgde een soundtrackalbum, Bardo Hotel Soundtrack, en in 2007 het studioalbum Vapour Trails.
In 2008 verscheen het boek 'The Tuxedomoon Chronicles - Music for vagabonds'.
Verschillende leden van Tuxedomoon hebben uitgebreid samengewerkt met de Britse band Cult With No Name, en als groep werkte Tuxedomoon in 2015 samen om het gezamenlijke soundtrackalbum Blue Velvet Revisited voor de gelijknamige documentaire te produceren, bedoeld voor de Criterion Collection's DVD en Blu-ray Special Edition van de film Blue Velvet.
The Vinyl Box, een boxset van 10 vinylplaten met 9 van Tuxedomoon's belangrijkste albums, plus een album met nog niet eerder uitgebracht materiaal, kwam uit in november 2015.
Bruce Geduldig (geboren op 7 maart 1953 in Californië) overleed op 7 maart 2016 in Sacramento, hij was 63 jaar oud. David Haneke nam Geduldigs taken over in Tuxedomoon voor hun tournee in 2016.
Bassist Peter Principle (geboren als Peter Dachert op 5 december 1954 in New York) overleed op 17 juli 2017 op 62-jarige leeftijd aan een hartaanval in Brussel, waar de band bezig was met de voorbereidingen voor een nieuwe tournee en nieuwe muziek ter gelegenheid van het 40-jarig bestaan.

## Discografie

### Studioalbums
- Half Mute (Ralph, 1980)
- Joeboy in Rotterdam, als Joeboy (Backstreet Backlash, 1981)
- Desire (Ralph, 1981)
- Divine (Operation Twilight, 1982)
- Holy Wars (Cramboy, 1985)
- Ship of Fools (Cramboy, 1986)
- You (CramBoy, 1987)
- The Ghost Sonata (Les Temps Modernes, 1991)
- Joeboy in Mexico, als Joeboy (Opción Sónica, 1997)
- Cabin in the Sky (Crammed, 2004)
- Bardo Hotel Soundtrack, (Crammed, 2006)
- Vapour Trails (Crammed, 2007)
- Pink Narcissus (CramBoy, 2014)
- Blue Velvet Revisited, met Cult With No Name, (CramBoy, 2015)

### Singles en ep's
- Joeboy the Electronic Ghost(1978)
- No Tears, ep (1978)
- The Stranger (1979)
- Scream With a View, ep (1979)
- What Use? (1980)
- Dark Companion (1980)
- Urban Leisure Suite Part IV, flexi (1980)
- Une Nuit au Fond de la Frayere (1981)
- Jinx / Incubus (Blue Suite) (1981)
- What Use? (remix), ep (1982)
- Why is She Bathing?, ep (1982)
- Suite En Sous-Sol, ep (1982)
- Time to Lose, ep (1982)
- Short Stories, ep (1982)
- Soma (1984)
- Boxman (The City) (1987)
- You (new version) (1987)
- No Tears 88, ep (1988)
- Michael's Theme (1988)

### Livealbums
- Ten Years In One Night (Play-Boy, 1989)
- Live in St. Petersburg (Neo Acustica, 2002)

### Compilaties
- A Thousand Lives by Picture (Ralph, 1983)
- Tales from the New World, 3 x 12inch collection (Music Box, 1984)
- Suite En Sous-Sol / Time to Lose / Short Stories (Cramboy, 1986)
- Pinheads on the Move (CramBoy, 1987)
- Solve et Coagula (CramBoy, 1991)
- Remixes & Originals (Gigolo, 2000)
- Soundtracks / Urban Leisure (Les Temps Modernes, 2002)
- The Tuxedomoon 30th Anniversary Box (Crammed, 2007)
- Unearthed (Cramboy, 2011)
- At Twilight (Crépuscule, 2013)
- The Vinyl Box (Crammed, 2015)

## Films
- Downtown 81
- TV Party

## Externe Links
- (en)  Tuxedomoon in de database van AllMusic
- (en)  Tuxedomoon op Discogs
- (en)  Tuxedomoon op Discogs als Joeboy
- (en)  Officiële website van Tuxedomoon